# Sainte-Eusoye
Sainte-Eusoye is een gemeente in het Franse departement Oise (regio Hauts-de-France) en telt 229 inwoners (1999). De plaats maakt deel uit van het arrondissement Clermont.

## Geografie
De oppervlakte van Sainte-Eusoye bedraagt 8,4 km², de bevolkingsdichtheid is 27,3 inwoners per km².
De onderstaande kaart toont de ligging van Sainte-Eusoye met de belangrijkste infrastructuur en aangrenzende gemeenten.

## Demografie
Onderstaande figuur toont het verloop van het inwonertal (bron: INSEE-tellingen).